# Przemysław Matecki
Przemysław Matecki, także Przemek Matecki (ur. 1976 w Żaganiu) – polski malarz współczesny.

## Życiorys
W latach 1997–2002 studiował na Wydziale Artystycznym Uniwersytetu Zielonogórskiego, dyplom otrzymał w pracowni Ryszarda Woźniaka. Od 1995 współtworzy zespół muzyczny Płetwonurki Szczurki. W 2002 założył Pracownię Tfurczości Dojrzałej. Współpracuje z polskimi artystami, m.in. z Tomaszem Ciecierskim, Zbigniewem Rogalskim, Pawłem Althamerem.

## Twórczość
Tworzy obrazy wywodzące się z tradycji Roberta Rauschenberga i stylistyki punk. W gęstą fakturę farb olejnych wkleja elementy zaczerpnięte z kultury masowej: wycinki z gazet przedstawiające modelki czy znalezione na śmietnikach fotografie. Współpracuje z warszawską Galerią Raster, berlińską CarlierGebauer, londyńską Hollybush Gardens.

## Wybrane wystawy
- 2006 Nowe tendencje w malarstwie polskim, Galeria Miejska BWA, Bydgoszcz
- 2006 Przemysław Matecki, BWA, Zielona Góra
- 2006 Susid, Matecki, galeria Pies, Poznań; Raster, Warszawa (z Pawłem Susidem)
- 2007 "1, 2, 3, Ueberraschung", Museum Junge Kunst, Frankfurt/Oder, DE
- 2008 Past-Forward, 176 Zabludowicz Collection, Londyn
- 2008 Przemek Matecki, Hollybush Gardens, Londyn
- 2008 Przemysław Matecki Carlier|Gebauer, Berlin
- 2009 Plac Piastowski Raster, Warszawa
- 2010 Działania Goldex Poldex, Kraków
- 2011 Zielona z Jelenią mylą mi się BWA, Jelenia Góra
- 2011 Przemek Matecki Carlier|Gebauer, Berlin
- 2011 ABC Berlin
- 2012 "Szkice Olejne Stalker" Centrum Sztuki Współczesnej Warszawa
- 2013 "Widziadło" Raster, Warszawa
- 2015 "Szorstko" Zachęta Galeria Narodowa Warszawa